# Auriculella perpusilla
Auriculella perpusilla је пуж из реда Stylommatophora и фамилије Achatinellidae. 

## Угроженост
Подаци о распрострањености ове врсте су недовољни.

## Распрострањење
Ареал врсте је ограничен на једну државу. 
Сједињене Америчке Државе су једино познато природно станиште врсте.

## Станиште
Врста је присутна на подручју Хавајских острва. 